# Constantin Mandicevschi
Constantin Mandicevschi (în germană Konstantin Mandyczewski, în ucraineană Костянтин Васильович Мандичевський; n. 24 mai 1859, Bahrinești, Ducatul Bucovinei, Imperiul Austriac – d. 14 decembrie 1933, Cernăuți, Regatul României) a fost un poet, profesor și bibliotecar român, activ în Bucovina în perioada austro-ungară și interbelică. Este cunoscut deoarece a fost autorul versurilor melodiei Cântă cucu-n Bucovina.

## Biografie și activitate
Constantin Mandicevschi s-a născut în familia preotului ortodox Vasile Mandicevschi și a învățătoarei Veronica Popovici. A urmat cursurile liceului superior din Cernăuți, apoi a studiat la Universitatea din Cernăuți și la Universitatea din Viena.
Între 1884 și 1893 a fost profesor la Gimnaziul din Suceava. După întoarcerea la Cernăuți, a fost director al Școlii Superioare Ortodoxe între 1893 și 1918. Din funcția sa de director, el a reușit să introducă, cu succes, limba română ca materie obligatorie de studiu în școala respectivă.
În 1904, cu ocazia manifestărilor jubiliare dedicate împlinirii a 400 de ani de la moartea lui Ștefan cel Mare, a compus, la cererea lui Spiru Haret, pe baza unor motive muzicale folclorice, textul cântecului patriotic „Cântă cucu-n Bucovina” (germană Der Kuckuck singt in der Bukowina).
După unirea Bucovinei cu România, Mandicevschi a fost numit inspector, iar ulterior director general al școlilor din regiune. Între 1922 și 1930, a fost director al Bibliotecii Universitare din Cernăuți. În 1924, a fost desemnat vicepreședinte al nou-înființatei Asociații a Bibliotecarilor din România.
A publicat articole despre problemele biblioteconomiei în Bucovina, precum și o lucrare despre influențele geografice asupra dezvoltării culturale în Orientul Antic (1885). În anul 1920, a organizat la Cernăuți o expoziție de artă dedicată artei românești contemporane.
În ultimii ani de viață, s-a dedicat cercetării operei muzicale a fratelui său, Eusebius Mandyczewski, realizând o bibliografie a lucrărilor acestuia, însoțită de o schiță biografică.
Constantin Mandicevschi a decedat la 14 decembrie, 1933, în Cernăuți. Un muzeu din Bahrinești îi poartă numele.

## Viață personală
A fost căsătorit cu Claudine von Brzorád.
Frații săi au fost muzicologul Eusebius Mandyczewski, avocatul Erast Mandicevschi, Maria Mandicevschi, Ecaterina Mandicevschi și compozitorul și dirijorul Gheorghe Mandicevschi.

## Lucrări
- Lucrare despre dezvoltarea culturală în Orientul Antic, 1885.
- Arhivele Bibliotecii Universitare din Cernăuți (perioada 1922–1930).
- Studii despre activitatea educațională și culturală în Bucovina interbelică.